# Estación Espinillo
 Espinillo  es una estación ferroviaria ubicada a unos kilómetros de la ciudad de Río Cuarto, en el departamento del mismo nombre, Provincia de Córdoba, República Argentina.

## Servicios
Actualmente, no presta ningún servicio de cargas ni de pasajeros.